# Колледж радиоэлектроники имени П. Н. Яблочкова
Колледж радиоэлектроники имени П. Н. Яблочкова ФГБОУ ВПО «Саратовский государственный университет имени Н. Г. Чернышевского» — российское среднеспециальное учебное заведение.

## История
В 1989 году Саратовской городской думы было принято решение об основании в Саратове Соединённого механико- и химико-технологического училища. Первым директором был выпускник Петербургского технологического института Н. А. Панов.
8 (20) сентября 1899 года в наёмном помещении общества купцов и мещан (угол улиц Радищева и Московской) состоялось открытие училища.
В 1912 году училище представляло Россию на международной выставке в городе Льеже (Бельгия), где завоевало «Гран-при».
В 1968 году учебное заведение получило статус техникума электронных приборов.
В 1972 году колледж удостоился I места в смотре средних специальных учебных заведений страны, и в результате получил право экспонироваться на ВДНХ в павильоне «Народное образование». В 1998 году Колледж радиоэлектроники стал одним из подразделений Саратовского государственного университета.
В 1992 году на базе техникума был сформирован колледж радиоэлектроники, вошедший в 1998 году в структуру Саратовского государственного университета.

### Названия
За годы своего существования заведение именовалось:
- 1899 год — Саратовское среднетехническое мexaникo-xимичeскoe училище.
- 1918 год — Политехническое училище.
- 1920 год — Техникум инжeнeрoв-прaктикoв.
- 1923 год — Средний политехникум.
- 1925 год — Индустриальный техникум.
- 1941 год — Энергомеханический техникум.
- 1945 год — Электромеханический техникум.
- 1947 год — в связи со 100-лeтиeм со дня рождения П. Н. Яблочкова техникуму присвоено его имя.
- 1967 год — Техникум электронных приборов имени П. Н. Яблочкова.
- 1992 год — Колледж радиоэлектроники имени П. Н. Яблочкова.

## Здание
Средства на строительства были выделены из казны. Архитектором проекта двухэтажного здания училища стал В. П. Цейдлер.
25 мая 1899 года состоялась торжественная закладка здания. Строительство окончательно было завершено через год, ещё год ушёл на отделку и техническое оснащение помещений.
В 1964 году в результате пожара здание колледжа полностью выгорело. В 1968 году здание было восстановлено. В 1966 году старому двухэтажному зданию было надстроено два этажа, архитектор Л. Е. Дорошенко. Также в рамках расширения были построены лабораторный корпус во дворе техникума, общежитие на 515 мест в районе студгородка и 70-квартирный жилой дом для преподавателей.
В 2023 году здание колледжа было внесено в реестр объектов культурного наследия местного (муниципального) значения.

В настоящее время здание находится в плачевном состоянии, требующем неотложных восстановительных и реставрационных работ. СМИ регулярно публикуют обращения студентов и родителей с жалобами на ухудшающиеся условия в учебном заведении, указывая на аварийное состояние помещений и угрозу безопасности.

## Структура колледжа
В настоящее время в структуру колледжа входит:
- Директор и его заместители;
- Учебный отдел;
- Отдел воспитательной работы;
- Библиотека;
- Студенческий совет;
- Отдел кадров.

## Специальности
- Сетевое и системное администрирование (срок обучения — 3 года 10 месяцев, квалификация — сетевой и системный администратор);
- Информационные системы и программирование (срок обучения — 3 года 10 месяцев, квалификация — программист);
- Техническая эксплуатация и обслуживание электрического и электромеханического оборудования (срок обучения — 3 года 10 месяцев, квалификация — техник);
- Техническое обслуживание и ремонт радиоэлектронной техники (срок обучения — 3 года 10 месяцев, квалификация — техник);
- Монтаж, техническое обслуживание и ремонт электронных приборов и устройств (срок обучения — 2 года 10 месяцев, квалификация — специалист по электронным приборам и устройствам);
- Технология металлообрабатывающего производства (срок обучения — 4 года 10 месяцев, квалификация — техник-технолог).

## Директора
- Н. А. Панов — Информация о годах его руководства в открытых источниках отсутствует.
- 1964 – 1982 — Алексей Иванович Чернов[5]
- 1992 – 2012 — Николай Иванович Журавлёв[6]
- 2013 – Сергей Анатольевич Карасев[7]
- 2016 – 2017 — Владимир Алексеевич Ташпеков[8]
- С 2017 года по настоящее время — Оксана Владимировна Бреус[9].

Информация о директорах в периоды с 1982 по 1992 год и с 2013 по 2016 год отсутствует.